# Otomar Krejča
Otomar Krejča (Skrýšov, Pelhřimov, Checoslovaquia (actual República Checa); 23 de noviembre de 1921-Praga, República Checa; 6 de noviembre de 2009) fue un actor, director teatral y disidente checoslovaco.

## Biografía
Nacido en Pelhřimov, Checoslovaquia, en la actual República Checa, antes de ser director teatral, Otomar Krejča tuvo una brillante carrera como actor. Comenzó a actuar con el gran director checo Emil František Burian en el Teatro Nacional de Praga (en checo Národní divadlo), consiguiendo un gran éxito con los papeles de Otelo, Don Juan y, sobre todo, con el del Conde de Warwick en Santa Juana, de George Bernard Shaw.
En 1956 obtuvo la dirección artística del Teatro Nacional de Praga, dedicándose principalmente a la dirección teatral. Su repertorio fue muy amplio, con obras de autores clásicos y contemporáneos, entre ellos jóvenes escritores checoslovacos, intolerantes con el realismo socialista como Václav Havel o Josef Topol.
En 1965, junto al dramaturgo Karel Kraus, el escenógrafo Josef Svoboda y los actores Jan Tříska y Marie Tomasova, fundó el teatro «Divadlo za branou». Hasta el año 1972, cuando el teatro fue cerrado por orden gubernamental, el «Divadlo za branou» fue una de las sedes artísticas más fecundas de Praga, y la fama de Krejča llegó a toda Europa. 
La primera obra dirigida por Otomar Krejča fue la comedia de Josef Topol Kočka na kolejích. Entre sus éxitos más notables figuran sus representaciones de autores  clásicos como William Shakespeare, Alfred de Musset y, sobre todo, Antón Chéjov. Entre las obras llevadas a escena por él se encuentran Las tres hermanas, Ivanov y La gaviota (todas de Chéjov), Der grüne Kakadu (de Arthur Schnitzler), y Lorenzaccio (de Alfred de Musset).
Era característica de su modo de dirigir la constante presencia en la escena de todos los actores, los cuales eran iluminados al salir a escena desde la sombra; la evolución temporal de los eventos y del espacio escénico estaban tan integrados en la trama, que a las representaciones de Krejča se las podía definir con el término musical «polifónicas».
En 1971 se vio apartado del Divadlo za branou por haberse adherido a la Primavera de Praga, cerrándose el teatro de manera definitiva al siguiente año. Gracias a las protestas de la opinión pública mundial, se le permitió abandonar Checoslovaquia, yendo en un principio a Düsseldorf, donde volvió a la dirección teatral en 1974, llevando a escena Platonov, de Antón Chéjov, trabajando después en Francia y en Italia. En 1990, tras la llamada «Revolución de Terciopelo», Krejča pudo reabrir el teatro Divadlo za branou, reemprendiendo su actividad como director, tanto en su país como en el extranjero, hasta el momento de su muerte.
Otomar Krejča falleció en Praga, República Checa, en el año 2009.

## Teatro (selección)
- 1962: Majitelé klíčů, de Milan Kundera, Praga[2]
- 1970: Lorenzaccio, de Alfred de Musset, Teatro del Odéon[3]
- 1978: Esperando a Godot, de Samuel Beckett, Patio de Honor del Palacio papal de Aviñón, Festival de Aviñón. Con Georges Wilson, Rufus, Michel Bouquet, Josep Maria Flotats, Fabrice Luchini[4]
- 1979: Lorenzaccio, de Alfred de Musset, Festival de Aviñón
- 1980: La gaviota, de Antón Chéjov, Comédie-Française[5]
- 1981: Au perroquet vert, de Arthur Schnitzler, Atelier théâtral de Louvain-la-Neuve
- 1982: Las suplicantes, de Esquilo, Teatro Griego de Siracusa[6]
- 1992: Antígona, de Sófocles, Comédie-Française en la Salle Richelieu[7]

## Selección de su filmografía
- 1949: Daleká cesta,[8] de Alfréd Radok
- 1950: Past, de Martin Frič
- 1954: Jan Hus, de Otakar Vávra
- 1960: Vyšší princip, de Jiří Krejčík
- 1962: Muž z prvního století, de Oldřich Lipský

## Galardones
- Premio Pirandello (1976-1978)